# سوني برغستروم
سوني كارل برغستروم (بالسويدية: Sune Karl Bergström) (ولد بالسويد في 10 يناير 1916 ـ توفي في 15 أغسطس 2004) هو عالم كيمياء حيوية سويدي، حصل على جائزة نوبل في الطب سنة 1982 بالمشاركة مع مواطنه بنغت صمويلسون والبريطاني جون فين. عين عضواً بمجلس إدارة مؤسسة نوبل بالسويد سنة 1975، وفي نفس السنة نال برغستروم جائزة لويزا غروس هورويتز من جامعة كولومبيا الأمريكية مشاركة مع بنغت صمويلسون، ثم تشارك برغستروم وصمويلسون جائزة نوبل في الطب سنة 1982 مع البريطاني جون فين لاكتشافاتهم المتعلقة بالبروستاغلاندينات والمواد الكيميائية ذات الصلة بها.
في سنة 1965 انتخب برغستروم عضواً بالأكاديمية الملكية السويدية للعلوم (بالسويدية: Kungliga Vetenskapsakademien)، ثم صار رئيساً للأكاديمية سنة 1983، وكان قد انتخب أيضاً سنة 1965 عضواً بالأكاديمية الملكية السويدية للعلوم الهندسية (بالسويدية: Kungliga Ingenjörsvetenskapsakademien).
كان برغستروم أيضاً عضواً شرفياً بالأكاديمية الدولية للعلوم.

## وصلات خارجية
- سوني برغستروم على موقع الموسوعة البريطانية (الإنجليزية)
- سوني برغستروم على موقع مونزينجر (الألمانية)
- سوني برغستروم على موقع إن إن دي بي (الإنجليزية)
- الموقع الرسمي لجائزة لويزا غروس هورويتز